# ذي سريع (العدين)

تعديل مصدري - تعديل

ذي سريع محلة تابعة لقرية الشرف، التابعة لعزلة قصع حليان بمديرية العدين إحدى مديريات محافظة إب في الجمهورية اليمنية.، بلغ تعداد سكانها 57 حسب تعداد اليمن لعام 2004.